# 하워드 헤스먼

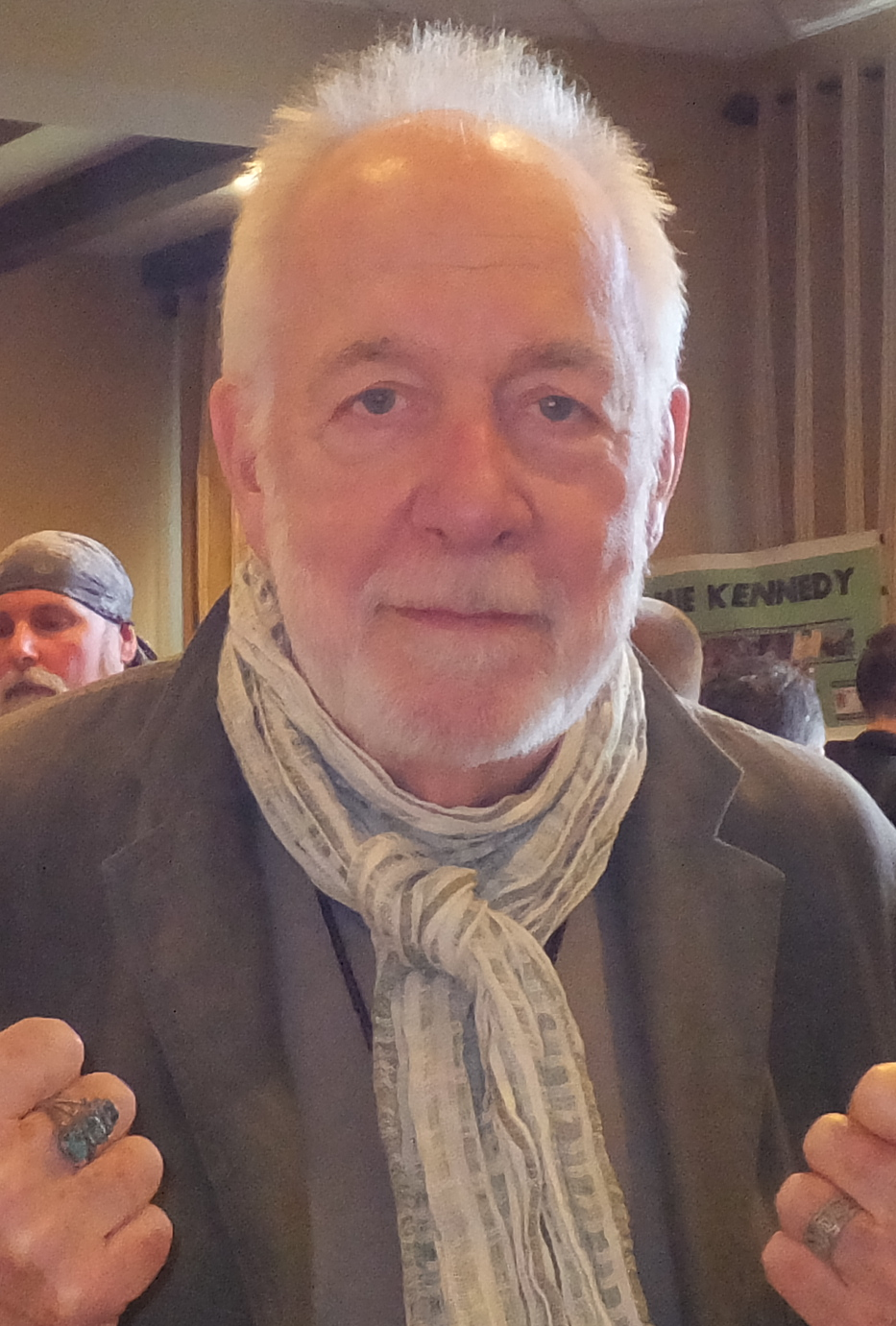
하워드 헤스먼(2014년)

하워드 헤스먼(영어: Howard Hesseman, 1940년 2월 27일~2022년 1월 29일)은 미국의 희극인, 배우이다.
레버넌에서 태어났다.

## 출연 작품
- 와일드 오츠(2016년) - 베스푸치 역
- 자이언트 몽키(2012년) - 토미 길리스 역
- 올 어바웃 스티브(2009년) - 호로비츠 역
- H2: 어느 살인마의 가족 이야기(2009년) - 엉글 미트 역
- 록커(2008년) - 게이터 역
- 화성 아이, 지구 아빠(2007년) - 닥터 버그 역
- 맨 어바웃 타운(2006년)
- 크레이지 포 크리스마스(2005년)
- 어바웃 슈미트(2002년) - 래리 허트젤 역
- 스카이 이즈 폴링(2000년)
- 그리드락 디(1997년)
- 도박의 위험(1997년)
- 외계인 먼치 2(1994년)
- 귀여운 백만장자 (1993, Little Miss Millions)
- 핫 초콜릿(1992년)
- 머더 인 뉴 햄프셔: 더 파멜라 워자스 스마트 스토리(1991년)
- 콜 미 안나(1990년)
- 다이아몬드 여왕(1988년)
- 히트(1987년)
- 달 위의 아마존 여인(1987년)
- 협곡의 실종(1986년)
- 나의 사랑 쇼우퍼(1986년)
- 폴리스 아카데미 2 - 첫임무(1985년)
- 이것이 스파이널 탭이다(1984년)
- 영혼의 소리(1984년)
- 홍키 통키 프리웨이(1981년)
- 개인 교수(1981년)
- 테일 거너 조(1977년)
- 깊은 밤 깊은 곳에(1977년)
- 잭슨 카운티 제일(1976년)
- 빅 버스(1976년)
- 무성 영화(1976년)
- 바람둥이 미용사(1975년)
- 선샤인 보이(1975년)
- 키드 블루(1973년)
- 스틸야드 블루스(1973년)

### 텔레비전
- 헤드 오브 더 클래스 (1986-90)
- 요절복통 70 쇼(2001)